# Everus
Everus (Li Nian) — подразделение GAC Honda, совместного предприятия Honda и Guangzhou Automobile Group (GAC Group). Honda стал первым иностранным автопроизводителем, разработавшим автомобили под брендом, принадлежащим местному совместному предприятию в Китае. В апреле 2011 года на Шанхайском автосалоне компания Li Nian представила первую модель — S1.

## История
В 2008 году совместное предприятие Guangqi Honda решило создать бренд Everus совместно с китайцами. Анонсом первого автомобиля филиала стал концептуальный прототип Li Nian в виде небольшого родстера, представленный в 2008 году на автосалоне в Гуанчжоу, а два года спустя был представлен второй концепт-кар в виде 4-дверного седана.
В апреле 2011 года подразделение Everus представило первый серийный автомобиль — микролитражный седан S1, являющийся ребеджингом Honda City с косметическими изменениями. Через два года после запуска компания попыталась отличить S1 от оригинального дизайна, проведя масштабную модернизацию.
В апреле 2018 года на Пекинском автосалоне был представлен электромобиль Everus EV. Выпуск начался в ноябре того же года.
В декабре 2018 года начались продажи Everus VE-1, который был модернизирован в сентябре 2020 года.

## Продукция

### Everus S1
S1 является первым автомобилем Everus и ребеджингом четвёртого поколения Honda City. Его продажи начались в апреле 2011 года.

### Everus VE-1
Everus VE-1 является электромобилем на базе Honda Vezel, прародителем которого стал Everus EV. Транспортное средство разработано компаниями GAC и Honda. Автомобиль оснащён литий-ионным аккумулятором NCM622 ёмкостью 53,6 кВт⋅ч и электродвигателем мощностью 120 кВт (160 л. с.) и крутящим моментом 280 Н⋅м.

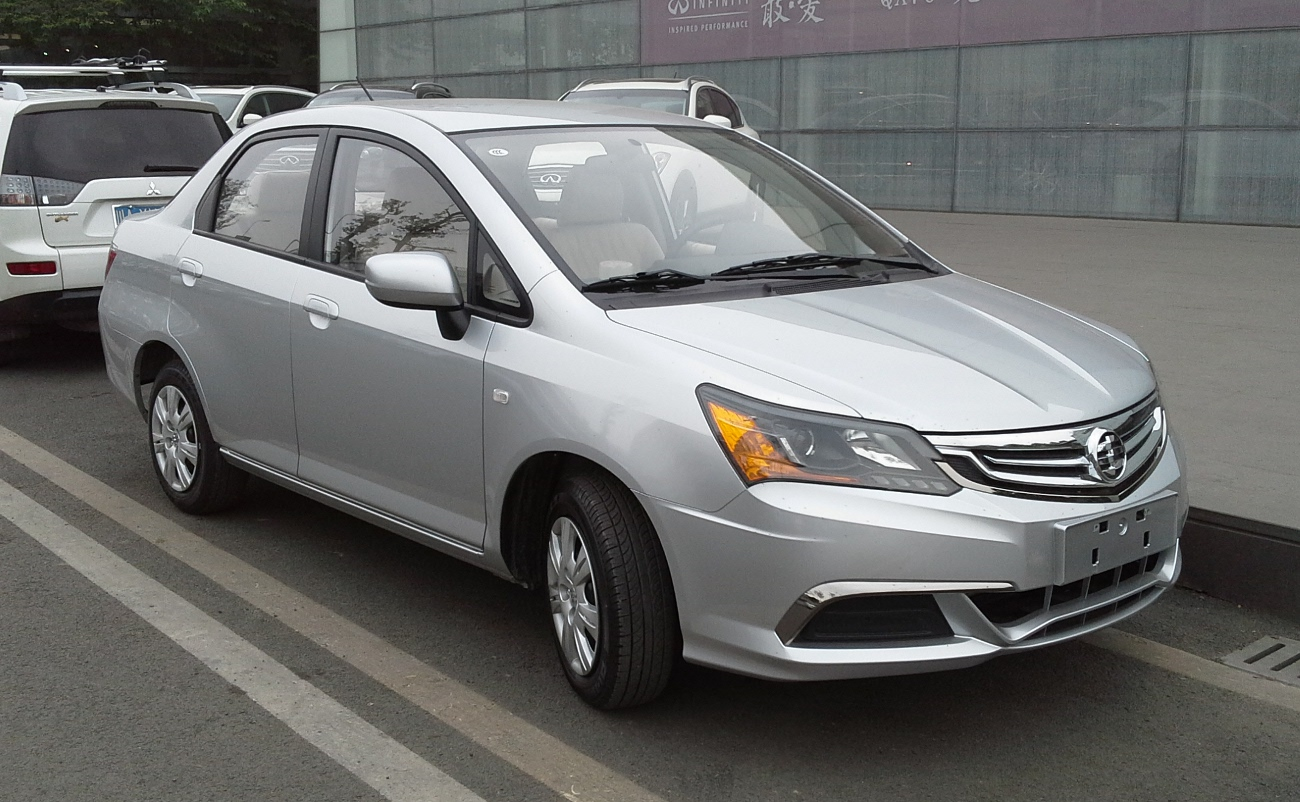
Everus S1
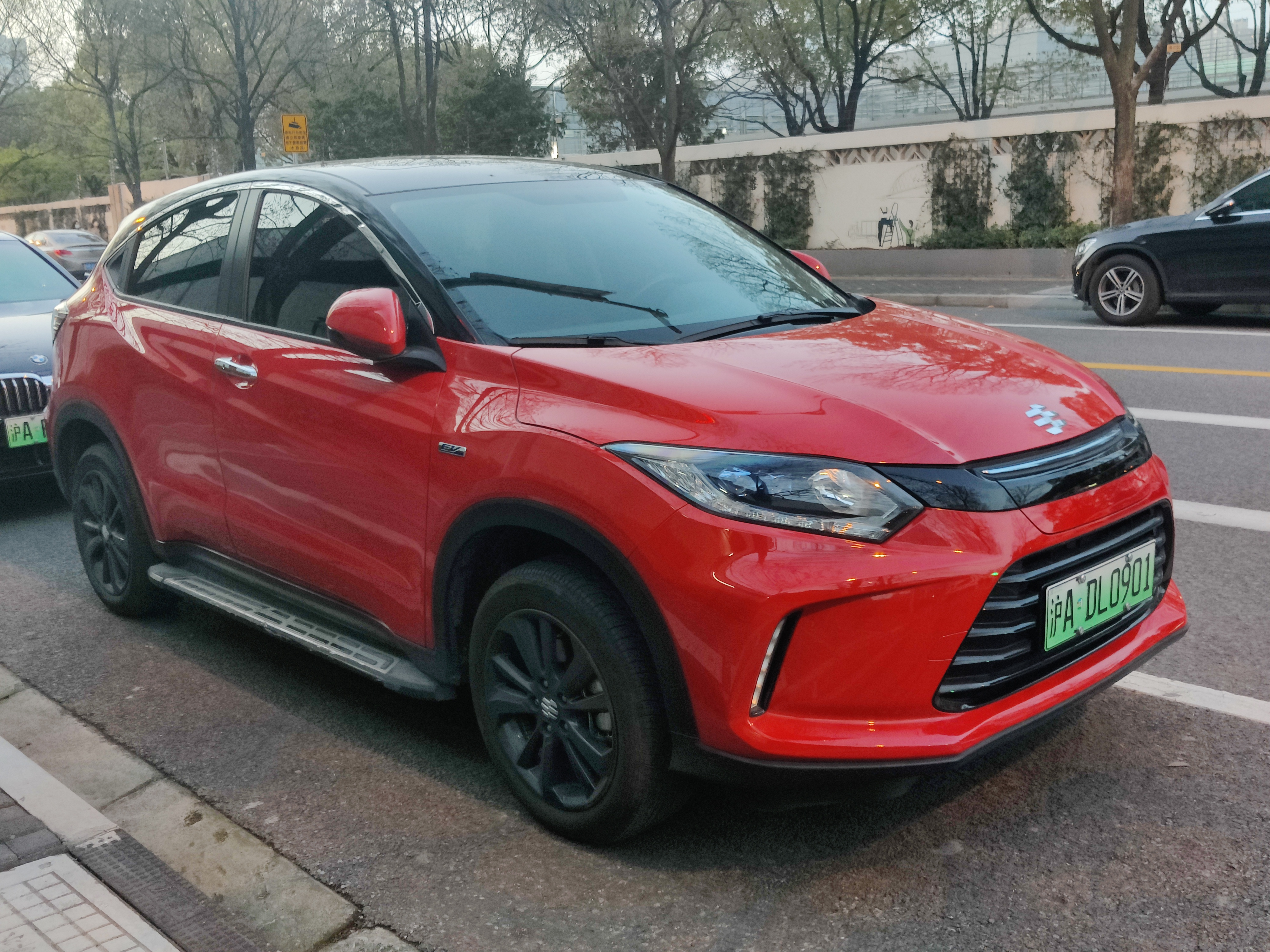
Everus VE-1

## Концепт-кары
- Li Nian Roadster (2009)
- Li Nian Sedan (2010)[11]
- Everus EV SUV (2018)[12]

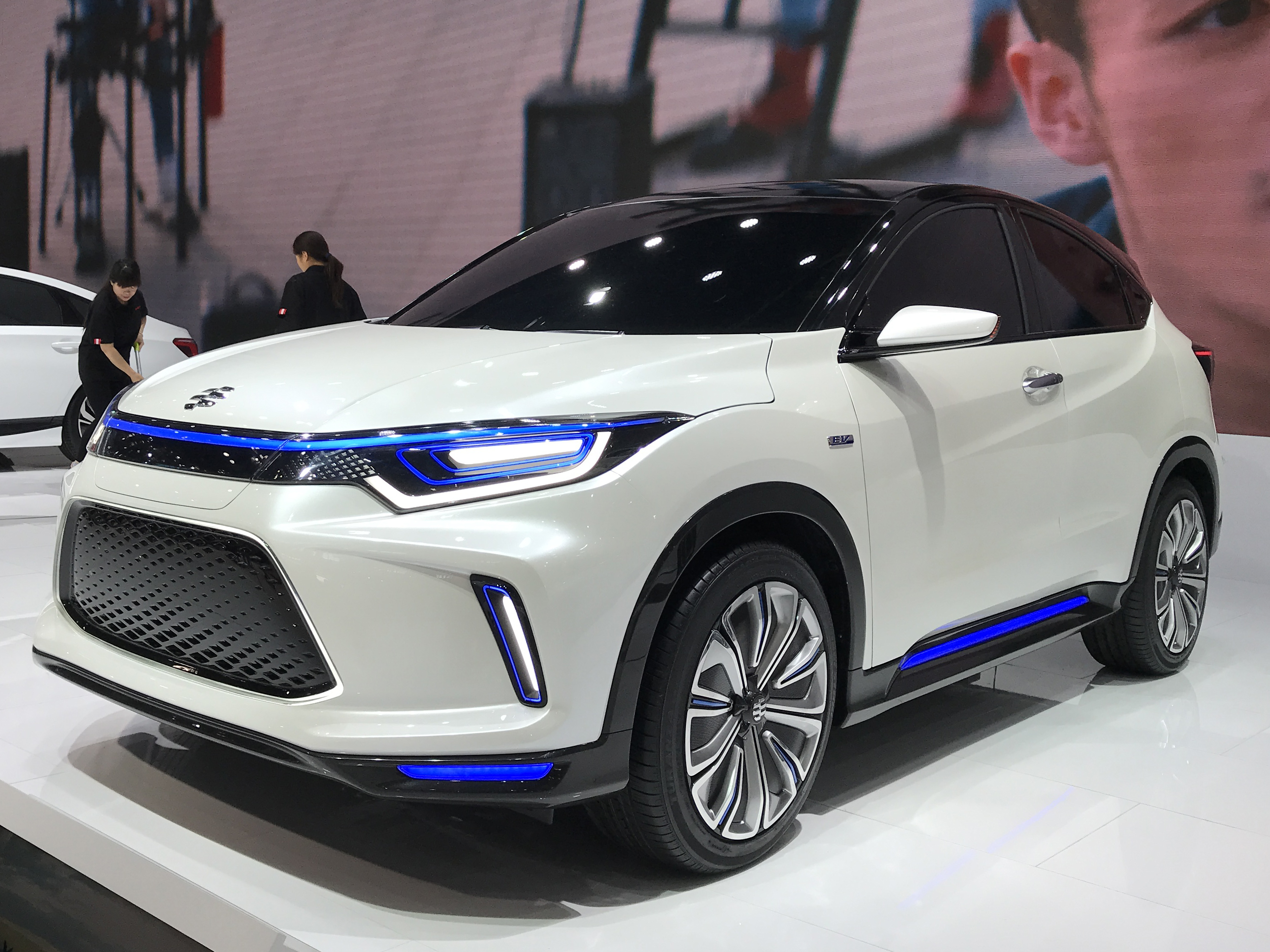
Everus EV